# تسا وایولت
تسا وایولت (به انگلیسی: Tessa Violet) با نام کامل تسا وایولت ویلیامز (به انگلیسی: Tessa Violet Williams) (زاده ۲۰ مارس ۱۹۹۰) خواننده، ترانه‌سرا، شخصیت شبکه اجتماعی، کارگردان و مدل آمریکایی است.